# 魔法騎士レイアース EXTRA
『魔法騎士レイアース EXTRA』（マジックナイトレイアース・エクストラ）は、1994年から1995年に放送されたテレビアニメ『魔法騎士レイアース』のキャラクターソング・アルバムCD-EXTRAシリーズ。1997年12月17日に全4枚が、ポリグラムからリリースされた。
ディスクジャケットは石田敦子描き下ろし。

## 獅堂光スペシャル
収録曲
1. 明日への勇気 Extra Remix [5:01]
作詞・作曲：前田克樹、編曲：D-RAM
2. 光の翼 Extra Remix [5:35]
作詞：大川七瀬、作曲：中野督夫、編曲：D-RAM
3. 太陽より熱い気持ち Extra Remix [4:28]
作詞：森由里子、作曲：服藤泰如、編曲：D-RAM
4. 明日への勇気 Extra Remix（オリジナル・カラオケ） [5:00]
5. 光の翼 Extra Remix（オリジナル・カラオケ） [5:36]
6. 太陽より熱い気持ち Extra Remix（オリジナル・カラオケ） [4:26]

## 龍咲海スペシャル
収録曲
1. いつか天使になれる Extra Remix [4:12]
作詞：田村直美、作曲：田村直美・石川寛門、編曲：D-RAM
2. せつなくて Extra Remix [5:52]
作詞：大川七瀬、作曲：すぎやまこういち、編曲：D-RAM
3. 夢色の翼 Extra Remix [4:14]
作詞：吉田古奈美、作曲：太田美知彦、編曲：D-RAM
4. いつか天使になれる Extra Remix（オリジナル・カラオケ） [4:11]
5. せつなくて Extra Remix（オリジナル・カラオケ） [5:52]
6. 夢色の翼 Extra Remix（オリジナル・カラオケ） [4:10]

## 鳳凰寺風スペシャル
収録曲
1. そよ風のソナチネ Extra Remix [5:03]
作詞：森由里子、作曲：松尾早人、編曲：D-RAM
2. ずっと Extra Remix [5:19]
作詞：大川七瀬、作曲：湯川とうべん、編曲：D-RAM
3. 淡い風 Extra Remix [5:11]
作詞：有森聡美、作曲：千住明、編曲：D-RAM
4. そよ風のソナチネ Extra Remix（オリジナル・カラオケ） [5:02]
5. ずっと Extra Remix（オリジナル・カラオケ） [5:20]
6. 淡い風 Extra Remix（オリジナル・カラオケ） [5:08]

## モコナスペシャル
収録曲
1. モコナの絵かきうた Extra Remix [4:01]
歌：伝説の魔法騎士[メンバー 1]・モコナ（白鳥由里）
作詞：龍咲海、作曲：鳳凰寺風、編曲：D-RAM
2. モコナ音頭でぷぷぷのぷ・盆おどり Extra Remix [4:03]
歌：伝説の魔法騎士[メンバー 1]・モコナ（白鳥由里）
作詞：大川七瀬、作曲：松尾早人、編曲：D-RAM
3. モコナの夢 Extra Remix [5:08]
歌：モコナ（白鳥由里）
作詞：-、作曲：松尾早人、編曲：D-RAM
4. モコナの絵かきうた Extra Remix（オリジナル・カラオケ） [4:03]
5. モコナ音頭でぷぷぷのぷ・盆おどり Extra Remix（オリジナル・カラオケ） [4:05]
6. モコナの夢 Extra Remix（オリジナル・カラオケ） [5:04]

### ユニットメンバー
1. 1 2 3 4  獅堂光（椎名へきる）、龍咲海（吉田古奈美）、鳳凰寺風（笠原弘子）